# George Denison (Politiker)
George Denison (* 22. Februar 1790 in Kingston, Luzerne County, Pennsylvania; † 20. August 1831 in Wilkes-Barre, Pennsylvania) war ein US-amerikanischer Politiker. Zwischen 1819 und 1823 vertrat er den Bundesstaat Pennsylvania im US-Repräsentantenhaus.

## Werdegang
Nach seiner Schulzeit an der Wilkes-Barre Academy arbeitete George Denison im Handel. Zwischen 1811 und 1814 war er als Clerk bei der Verwaltung des Gemeinderats von Wilkes-Barre angestellt. Danach war er viele Jahre selbst Mitglied dieses Gremiums. In den Jahren 1823 und 1824 fungierte er als dessen Präsident. Von 1812 bis 1815 war er bei der Verwaltung des Luzerne County tätig (Recorder and Registrar). Nach einem Jurastudium und seiner 1813 erfolgten Zulassung als Rechtsanwalt begann er im Luzerne County in diesem Beruf zu arbeiten. Politisch war er Mitglied der Demokratisch-Republikanischen Partei. In den Jahren 1815 und 1816 saß er als Abgeordneter im Repräsentantenhaus von Pennsylvania.
Bei den Kongresswahlen des Jahres 1818 wurde Denison im zehnten Wahlbezirk von Pennsylvania in das US-Repräsentantenhaus in Washington, D.C. gewählt, wo er am 4. März 1819 die Nachfolge von William Wilson antrat. Nach einer Wiederwahl konnte er bis zum 3. März 1823 zwei Legislaturperioden im Kongress absolvieren. Ab 1821 war er Vorsitzender des Ausschusses zur Kontrolle der Ausgaben des Postministeriums. Im Jahr 1822 verzichtete er auf eine weitere Kandidatur.
Nach dem Ende seiner Zeit im US-Repräsentantenhaus praktizierte George Denison wieder als Anwalt. 1824 war er auch stellvertretender Staatsanwalt im Luzerne County; im Jahr 1827 wurde er nochmals Abgeordneter im Repräsentantenhaus von Pennsylvania. Dieses Mandat übte er bis zu seinem Tod aus. Er starb am 20. August 1831 in Wilkes-Barre, wo er auch beigesetzt wurde. Sein Neffe Charles Denison (1818–1867) wurde ebenfalls Kongressabgeordneter.
Die Stadt Denison in Texas wurde nach ihm benannt.